# عبد الصمد عبد الله
عبد الصمد أحمد عبد الله (بالصومالية: Cabdulsamed Cahmed Cabdullaahi)‏ (مواليد 19 يناير 1997 في تيلبورخ، هولندا) هو لاعب كرة قدم صومالي يحمل الجنسية الهولندية، يلعب كلاعب وسط مع نادي أرسنال تيفات الذي ينافس في الدوري المونتينيغري الممتاز. وكذلك مع منتخب الصومال لكرة القدم.

## وصلات خارجية
- عبد الصمد عبد الله على موقع قاعدة بيانات كرة القدم.إي يو (الإنجليزية)
- عبد الصمد عبد الله على موقع ناشيونال فوتبول تيمز (الإنجليزية)
- عبد الصمد عبد الله على موقع Soccerway.com (الإنجليزية)